# Memoriale di Tannenberg
Il Memoriale di Tannenberg (Tannenberg-Nationaldenkmal / Reichsehrenmal Tannenberg) era un memoriale eretto nel 1927 presso Hohenstein (su progetto degli architetti-fratelli Krüger), nella Prussia Orientale (attuale Polonia: nome polacco Olsztynek) in ricordo dei soldati tedeschi caduti nella celebre battaglia di Tannenberg del 1914 durante la prima guerra mondiale. 
In quello stesso cimitero volle farsi tumulare Paul von Hindenburg, morto nel 1934, comandante in capo dell'esercito tedesco che aveva vinto la famosa battaglia e ultimo presidente della Germania fino all'avvento di Adolf Hitler.

## Descrizione

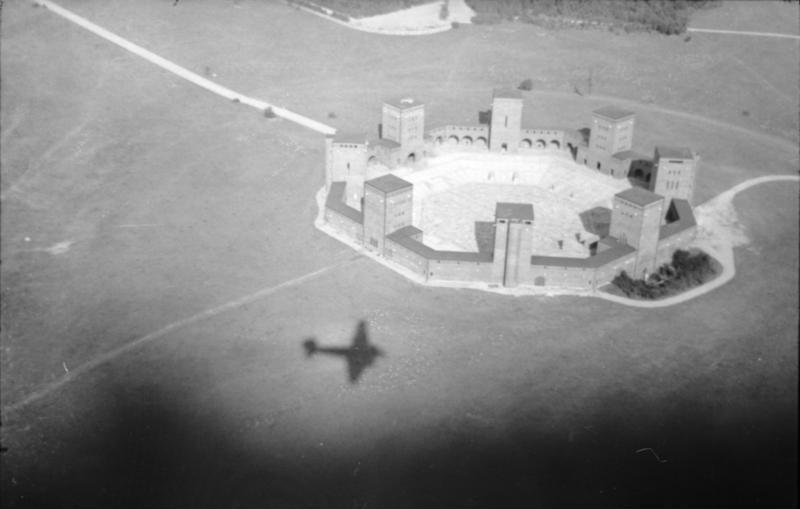
Vista aerea del Memoriale di Tannenberg, 1944

La pianta ottagonale con otto torri, ciascuna alta 20 metri, fu influenzata dal Castel del Monte e gli architetti avevano preso a modello anche Stonehenge, il sito inglese che secondo i fratelli Krüger era stato un antico luogo di riunione dove si celebravano i riti festivi: il monumento doveva, infatti, circondare lo spazio sacro piuttosto che esserne circondato.

## Smantellamento
Nel gennaio 1945, all'approssimarsi dell'Armata Rossa, il dittatore tedesco Adolf Hitler diede l'ordine di distruggerlo parzialmente; il corpo di Hindenburg venne traslato a Marburgo, nella Elisabethkirche nell'agosto 1946.
 

La demolizione del sito fu completata solo nel dopoguerra dal genio polacco. La rimozione delle rovine è continuata fino agli anni '80. 

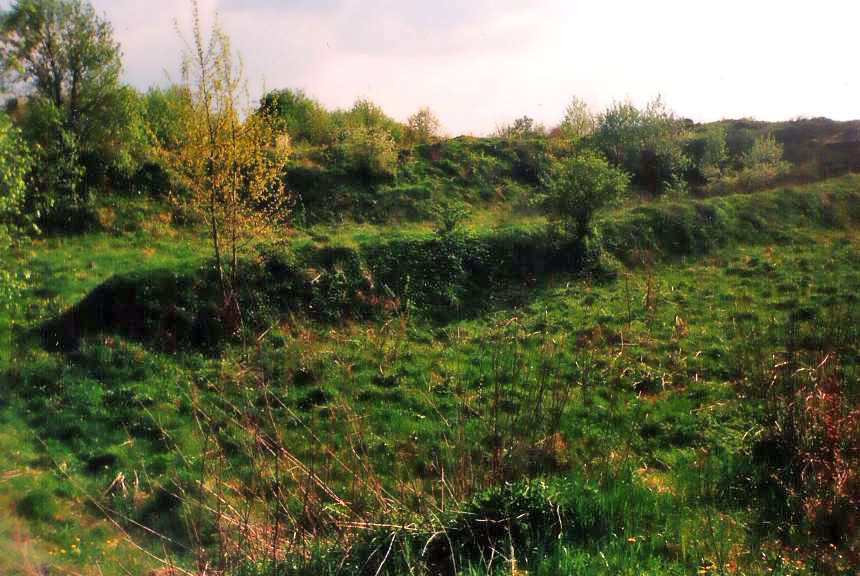
Foto del 1998 del sito del Memoriale

Diversi resti significativi della struttura possono ancora essere visti altrove. Un leone scolpito perfettamente conservato, che un tempo sormontava una piramide di otto metri è ora esposto nella piazza della città nella vicina Olsztynek.
Dopo la seconda guerra mondiale, gran parte del tessuto del memoriale in pietra e granito fu utilizzato per costruire il monumento ai caduti sovietici a Olsztyn, il monumento agli eroi del ghetto a Varsavia e per la nuova sede del Partito Comunista a Varsavia.